# TAR-76
TAR-76 (Tractorul de Artilerie Românesc model 1976) a fost un tractor ușor de artilerie pe șenile de concepție și fabricație românească. A fost folosit pentru tractarea obuzierului de calibrul 152 mm Model 1981 până la începutul anilor 1990, când a fost retras în depozite și înlocuit de camionul DAC 665T. Ministerului Apărării Naționale a donat tractoare de artilerie TAR-76 către unele consilii județene și consilii locale. Muzeul Militar Național și Arsenal Park din Orăștie dețin câte un exemplar si in Comuna Tataranu( Vrancea ) se mai gaseste un exemplar. Tractorul consumă 80 de litri de combustibil la suta de kilometri parcurși.